# Valea Stanciului

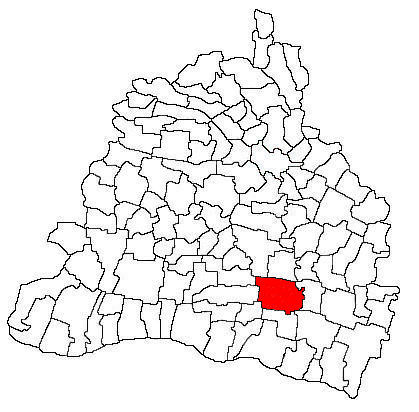
Localisation de la commune de Valea Stanciulu dans le județ de Dolj.

Valea Stanciului est une commune roumaine située dans le județ de Dolj.